# Shigeo Tokuda
Shigeo Tokuda (jap. 徳田 重男, geb. 18. August 1934 in Chūō (Tokio)) ist der Künstlername eines japanischen Pornodarstellers in fortgeschrittenem Alter, der internationale Beachtung fand, nachdem er bei CNN, Time und anderen vorgestellt wurde.

## Leben und Wirken
Bis zu seiner Berentung arbeitete Tokuda in einem Reisebüro. Danach habe er nach eigenen Angaben nichts mehr zu tun gehabt und sich mit den Pornofilmen ein zweites Leben aufgebaut. Für ihn sei Sexualität eine Form der zwischenmenschlichen Kommunikation, sagte er anlässlich eines Interviews, und gern würde er einen eigenen Film machen, doch er fürchte, dass sich niemand dafür interessiere.

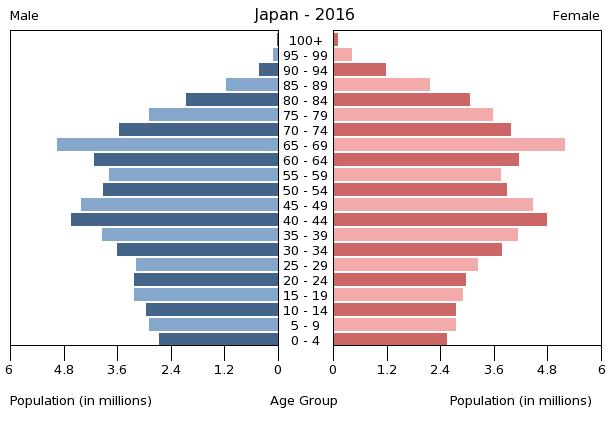
Japan ist die älteste Gesellschaft weltweit

Bis zum Jahr 2008 wirkte Tokuda in etwa 350 Pornofilmen mit. In seiner Altersgruppe sei er ein „Superstar“, so sein Produzent bei Ruby Productions, die sich mittlerweile auf Pornofilme für ältere Menschen spezialisiert haben. Als weltweit älteste Gesellschaft ist Alterssexualität in Japan ein nicht unwichtiges Thema.
Befragt, wie er dazu kam, in Pornofilmen mitzuwirken, erzählte Tokuda, dass er zu schüchtern gewesen wäre, einen Pornofilm, den er unbedingt haben wollte, in einem der üblichen Video-Läden zu kaufen. Deshalb sei er direkt zu der Produktionsfirma gegangen, habe den Film dort gekauft und sei, nachdem er dort häufiger Kunde wurde, vom Direktor angesprochen worden. Pornos mit älteren Leuten wären populär geworden, ob er nicht mitmachen wolle. Spontan habe er abgelehnt, weil er sich so etwas niemals hätte vorstellen können. Nachdem er den Direktor aber ein wenig besser kennengelernt und ihm dessen Idee und die Absicht dahinter gefallen hätte, habe er nach zwei oder drei Jahren zugestimmt.

## Motive für die Tätigkeit
In einem ausführlichen Interview beim Vice Magazin teilte Tokuda mit, dass er immer schon gern mit seinen Rollen gespielt habe. Er mache diese Filme nicht, weil er dabei mit jemandem Sex haben könne. Stattdessen reize es ihn, in verschiedene Rollen zu schlüpfen und das, obwohl er sich keiner schauspielerischen Fähigkeiten rühmen könne. Deswegen hätten die meisten Filme, in denen er mitwirke, auch richtige Handlungen und er dabei mitunter auch nicht-sexuelle Rollen.

## Privates
Tokuda ist verheiratet, hat zwei Kinder und einen Enkel.
Seinen Geburtsnamen behielt Tokuda für sich, um zu verhindern, dass Frau und Kinder von seiner Nebentätigkeit erfahren. Seine Tochter entdeckte eines Tages sein Geheimnis. Als seine Frau davon erfuhr, habe sie es hingenommen und keine Fragen gestellt.

## Schriften
- Karenai chikara (deutsch etwa: Die Kraft, die niemals verdorrt). 宝島社 (Takarajimasha), Tōkyō 2014, ISBN 978-4-8002-2263-3 (japanisch: 枯れないチカラ /.).